# Indochine joue

Indochine Joue est la tournée de l'album 3 d'Indochine. Elle a commencé le 21 janvier 1986 à Montrouge et s'est finie le 30 juillet 1986 à Royan. Du 24 mars au 27 mars, Indochine joue au Zénith de Paris. Un album live est enregistré : Indochine au Zénith.

## Setlist
1. Ouverture (La Conquête de l'Ouest)
2. À l'assaut
3. Indochine (Les 7 jours de Pékin)
4. Miss Paramount
5. Le Train Sauvage
6. Salômbo
7. Canary Bay
8. Pavillon Rouge
9. Kao Bang
10. Monte Cristo
11. L'Opportuniste
12. À L'est de Java
13. Okinawa
14. Trois nuits par semaine
15. Razzia
16. Hors-la-loi
17. 3ème Sexe
18. L'Aventurier

Rappel : 
1. La Sécheresse du Mékong
2. Dizzidence politik
3. Tes yeux noirs

## Dates et lieux
- 21/01/86 : Montrouge
- 22/01/86 : Les Ulis
- 23/01/86 : Tours
- 24/01/86 : Lille
- 25/01/86 : Sevran
- 26/01/86 : Rouen
- 28/01/86 : Strasbourg
- 29/01/86 : Dijon
- 30/01/86 : Lausanne
- 31/01/86 : Mulhouse
- 01/02/86 : Besançon
- 02/02/86 : Bourg-en-Bresse
- 04/02/86 : Nice
- 05/02/86 : Toulon
- 06/02/86 : Nîmes
- 07/02/86 : Perpignan
- 08/02/86 : Toulouse
- 09/02/86 : Bordeaux
- 11/02/86 : Pau
- 12/02/86 : Castres
- 13/02/86 : Saint-Étienne
- 14/02/86 : Guéret
- 05/03/86 : Lyon
- 06/03/86 : Clermont-Ferrand
- 07/03/86 : Montpellier
- 08/03/86 : Annecy
- 12/03/86 : Caen
- 13/03/86 : Melun
- 14/03/86 : Reims
- 15/03/86 : Orléans
- 20/03/86 : Nantes
- 22/03/86 : Rennes
- 23/03/86 : Angers
- 24/03/86 : Paris
- 25/03/86 : Paris
- 26/03/86 : Paris
- 27/03/86 : Paris
- 30/03/86 : Nancy
- 31/03/86 : Bourges
- 31/05/86 : Verneuil (Concert privé SNCF)

## Tournée d'été 86
Du 11 juillet au 30 juillet, Indochine programme 13 concerts avec la même setlist :
- 11/07/86 : La Rochelle
- 12/07/86 : Redon
- 14/07/86 : Monaco
- 16/07/86 : Antibes
- 17/07/86 : Vaison-la-Romaine
- 18/07/86 : Béziers
- 19/07/86 : Lyon
- 22/07/86 : Nyon
- 24/07/86 : Hyères
- 25/07/86 : Marseille
- 27/07/86 : Carcassonne
- 29/07/86 : Bayonne
- 30/07/86 : Royan